# Korsettdjur
Korsettdjur ((Loricifera) (ordet härstammar från det Latinska lorica, korsett, och ferre, att bära)) är en stam av mikroskopiskt små (endast 0,25-0,5 mm långa) vattenlevande djur. Stammen omfattar 21 kända arter i sex släkten. Stammen upptäcktes 1983 av Reinhardt Kristensen.  
Djuren har ett huvud, en mun och ett matsmältningssystem samt en uppsättning fjäll som liknar skelettet av ett paraply i vardera änden. Dessa fjäll används för rörelse. De saknar blodomlopp och endokrint system. Kroppshålan är en pseudocoel med en mun och ett anus.
Korsettdjuren är hermafroditer och troligen ovipara.  Det finns inga funna fossil av korsettdjuren.
Deras närmaste släktingar tros vara Kinorhyncha och Priapulida tillsammans med vilka de utgör taxonet Scalidophora.